# Nitro (videogioco)
Nitro è un videogioco simulatore di guida sviluppato e pubblicato dalla Psygnosis Amiga e Atari ST nel 1990.